# Lengte over alles

De lengte over alles (Loa) is de afstand tussen de loodlijnen neergelaten uit de meest van elkaar verwijderde punten van respectievelijk de voor- en de achtersteven van een schip. In sommige havens wordt aan de hand hiervan de hoogte van het havengeld bepaald.